# NGC 4841/1
NGC 4841/1 је елиптична галаксија у сазвежђу Береникина коса која се налази на NGC листи објеката дубоког неба.
Деклинација објекта је + 28° 28' 35" а ректасцензија 12h 57m 32,0s. Привидна величина (магнитуда) објекта NGC 4841 износи 13,1 а фотографска магнитуда 14,1. NGC 48411 је још познат и под ознакама NGC 4841A, UGC 8072, MCG 5-31-26, DRCG 27-240, CGCG 160-44, KCPG 361A, PGC 44323.